# Eutelsat 3B
O Eutelsat 3B é um satélite de comunicação geoestacionário europeu construído pela EADS Astrium (atual Airbus Defence and Space). Ele está localizado na posição orbital de 3 graus de longitude leste e é de propriedade da Eutelsat, empresa com sede em Paris. O satélite foi baseado na plataforma Eurostar-3000 e sua vida útil estimada é de 15 anos.

## Lançamento
O satélite foi lançado com sucesso ao espaço no dia 26 de maio de 2014, por meio de um veículo Zenit-3SL a partir da Base de lançamento espacial da Sea Launch, a Odyssey. Ele tinha uma massa de lançamento de 6.000 kg.

## Capacidade e cobertura
O Eutelsat 3B é equipado 51 transponders nas bandas C, Ku e Ka para fornecer serviços de vídeo, dados, internet e telecomunicações em toda a Europa, África, Oriente Médio, Ásia Central e partes da América do Sul.